# Akdamar, Gevaş
Akdamar là một thị trấn thuộc thành phố Gevaş, tỉnh Van, Thổ Nhĩ Kỳ. Dân số thời điểm năm 2011 là 2.436 người.